# هارولد فوكس
هارولد فوكس (بالإنجليزية: Harold Fox)‏ (و. 1949  م) هو لاعب كرة السلة، من الولايات المتحدة، ولد في هايتسفيل، يلعب كلاعب هجوم خلفي.

## التعليم
تعلم في Northwestern High School (Hyattsville, Maryland) ‏.

## روابط خارجية
- هارولد فوكس على موقع إن بي أي (الإنجليزية)
- هارولد فوكس على موقع سبورتس رفرنس (الإنجليزية)
- هارولد فوكس على موقع كلية كرة السلة في سبورتس رفرنس.كوم (الإنجليزية)
- هارولد فوكس على موقع ريلجم (الإنجليزية)
- هارولد فوكس على موقع بروبوليرز (الإنجليزية)